# Skogsbranden i Småland 1868
Skogsbranden i Småland 1868 startade söndagen den 16 augusti i Lysteryd i Furuby socken öster om Växjö. och utvecklade sig till den 21 augusti. Branden uppstod när en bonde i samband med nyodling skulle spränga en sten genom upphettning med eld och avkylning med vatten. Sommaren 1868 var mycket torr och eldningsförbud rådde. Det drabbade området var 15 km långt och 10 km brett och ödelade torp och lador i flera socknar, nämligen Furuby, Dädesjö, Gårdsby och Hemmesjö, som förvärrade nödåret ytterligare. Enligt kronofogdens rapport den 18 augusti hade elden då spridit sig i nordlig och nordvästlig riktning så att den hade hotat bebyggelsen i både Attsjö och Kårestad, och spridit sig vidare till Holkaryd, Björnamo och Skårtaryd.. Spridningen åt väster stoppades vid landsvägen mellan Södra och Norra Åreda. Elden bekämpades av 4000 man från 15 socknar. Samtidigt brann det på flera andra ställen i Kalmar och Kronobergs län, bland annat utbröt en brand i Häljaryd som omfattade omkring 300 tunnland (cirka 1,5 km²), omkring en mil nordväst om Lysteryd den 14 augusti, alltså två dagar före den stora branden. Arealen uppskattades till omkring 6000 tunnland, alltså omkring 30 km².
I Länsstyrelsens rapport till Civildepartementet anges längden till 1 1/2 mil (15 km) och bredden till 1/8 till 3/4 mil (1,2-7,5 km).

## Litterär skildring
- Stamming, Sture (1980). Heta låga: roman. Stockholm: LT. Libris 7252452. ISBN 91-36-01550-4[3]